# Liste der Stolpersteine in Lahr/Schwarzwald

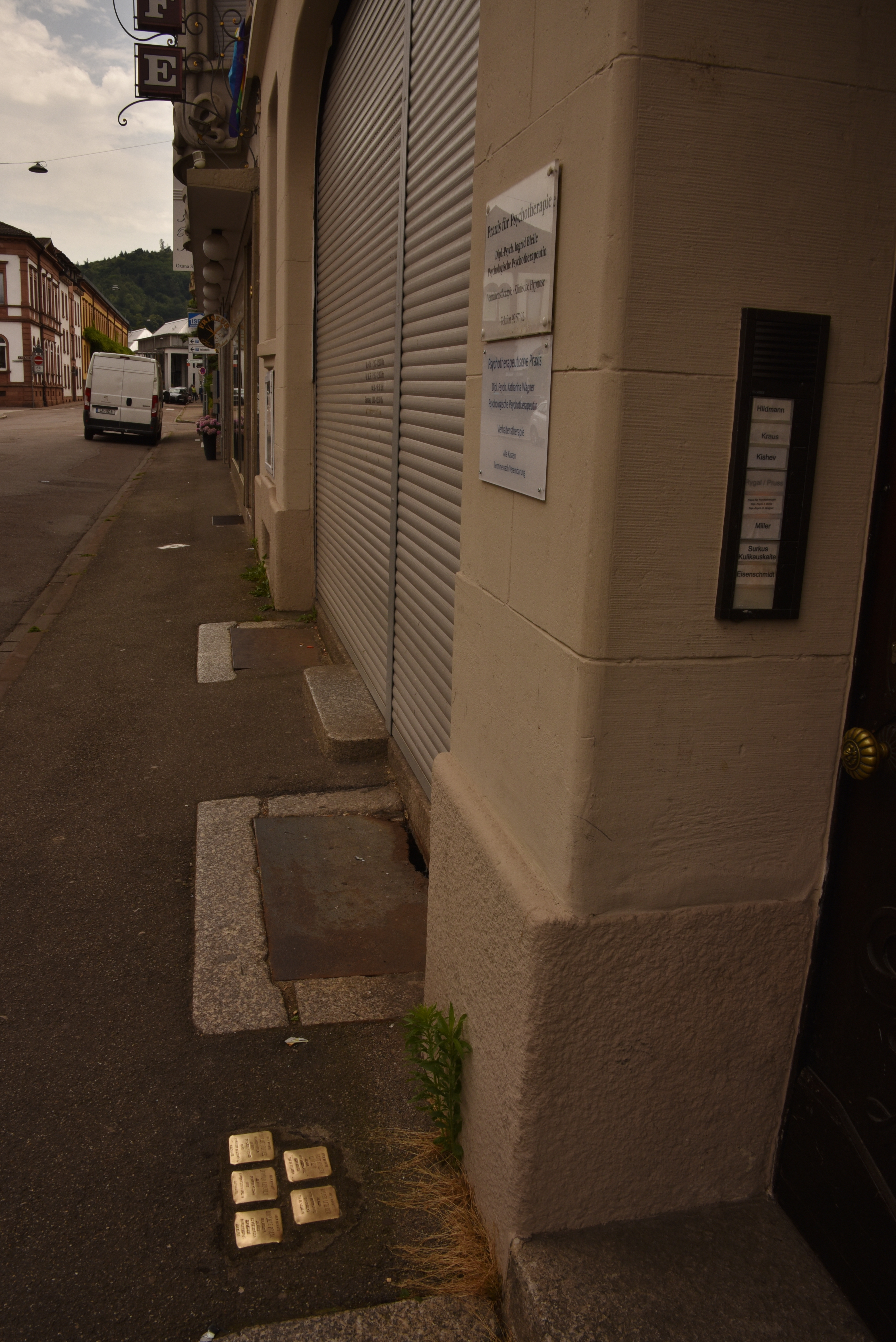
Stolpersteine in Lahr

Die ersten Stolpersteine zur Erinnerung an die Verfolgten und Opfer der Diktatur des Nationalsozialismus wurden in Lahr im Januar 2004 auf Initiative von Gardy-Käthe Ruder verlegt. Für den Initiator dieser kubischen Betonsteine, den Kölner Bildhauer Gunter Demnig, war Lahr die 28. Stadt, in der er diese verlegen durfte. Im Oktober 2003 hatte der Lahrer Gemeinderat beschlossen, den Eigentümern ein Widerspruchsrecht gegen die Verlegung der messingüberkronten Betonkerne im öffentlichen Raum vor ihrem Haus einzuräumen. Demnig hatte diesen Gemeinderatsbeschluss öffentlich als „total schwachsinnig“ und „unmöglich“ bezeichnet. Mit den Worten „Wir wollen die Hauseigentümer nicht überraschen“, rechtfertigte dagegen Lahrs Oberbürgermeister Wolfgang G. Müller den ungewöhnlichen Beschluss.

## Lotzbeckstraße 41
Als der erste Lahrer Stolperstein nach einer Gedenkminute für Lilly Reckendorf am 12. Januar 2004 ins Trottoir beim Haus Lotzbeckstraße 41 eingelassen wurde, war aus einem Kurzreferat der lokalen Initiatorin Gardy-Käthe Ruder auch zu erfahren, dass das Ende der Naziherrschaft nicht Endpunkt ihrer Entwürdigung war. Im Jahr 1947 war Reckendorf mitgeteilt worden, dass ihr während der Diktatur der Nationalsozialisten, aufgrund der Reichsbürgergesetze, die deutsche Staatsbürgerschaft aberkannt worden war.

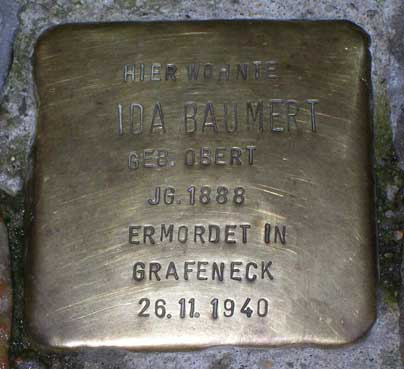
Stolperstein in der Lahrer Schlosserstraße

Lahrs Stadthistoriker Thorsten Mietzner sprach sich am Tag der ersten Stolperstein-Verlegung gegenüber der Lokalpresse gegen eine Beschränkung auf jüdische Opfer aus. Nach seiner Schätzung gehören zwei Drittel der in Lahr Verfolgten, zu anderen Opfergruppen. Insgesamt waren während der NS-Zeit mehr als 500 Lahrer um Leben, Freiheit, Eigentum, Heimat und Menschenwürde gebracht worden. Außerdem sprach sich Mietzner für einen stärker täterorientierten Ansatz aus. Auch das gehöre zum ehrlichen Umgang einer Stadt mit ihrer Geschichte, so der Stadthistoriker.
Recherchen über die Schicksale von Lahrer Nazi-Opfern stammen unter anderem von Schülern des Lahrer Scheffelgymnasiums. Sie knüpften damit an die Arbeiten der verstorbenen Scheffel-Lehrerin Hildegard Kattermann an, die mit der Aufarbeitung der Geschichte und Schicksale Lahrer Juden begonnen hatte. Der „Förderverein Ehemalige Synagoge Kippenheim“ beteiligt sich mit einem Gedenkbuch-Projekt ebenfalls an der geschichtlichen Aufarbeitung.

## Lotzbeckstraße 15
Weitere fünf Stolpersteine wurden vor dem Haus Lotzbeckstraße 15 gelegt, wo bis zum 22. Oktober 1940 die jüdische Familie Lederer wohnte, bevor diese ins südfranzösische Gurs deportiert wurde.

## Eichrodtstraße 9

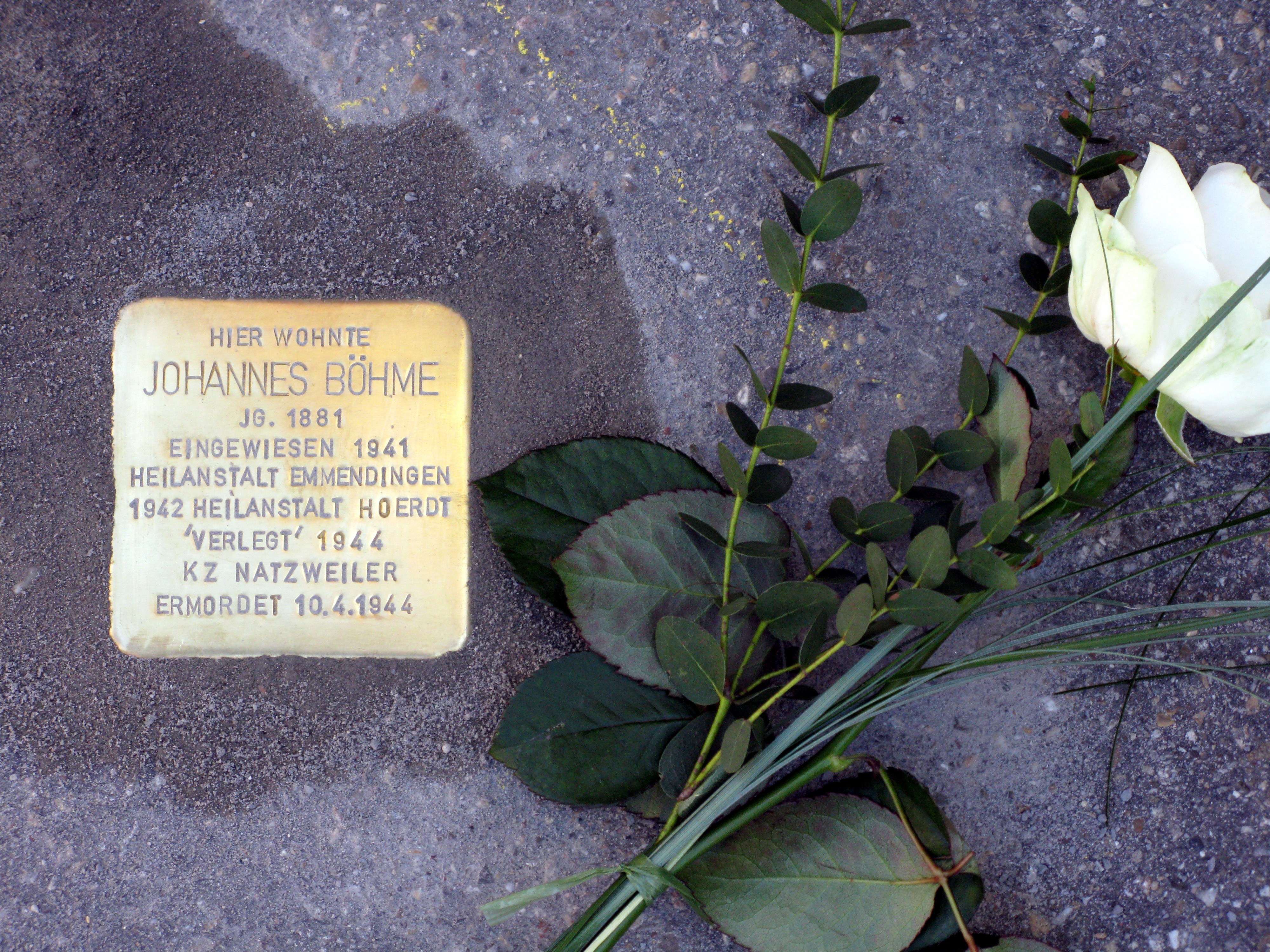
Stolperstein für Johannes Böhme

Am 14. April 2013 wurde von Gunter Demnig der Stolperstein für Wilhelm Johannes Böhme als 20. Stolperstein in Lahr verlegt. Die Patenschaft für den Stein übernahm das SchwuLesBi-Referat des u-asta der Albert-Ludwigs-Universität Freiburg. Der ehrenamtliche Historiker William Schaefer recherchierte das Leben von Böhme und erinnerte in einer Ansprache an ihn.
Böhme wurde am 11. April 1881 als viertes Kind  des Brauereibesitzers Friedrich Wilhelm Böhme und seiner Ehefrau Emma geb. Vetter in Mosel (Zwickau) blind geboren. Später wurde er in Wiesbaden an beiden Augen operiert und musste fortan eine Starbrille tragen, galt aber weiterhin als praktisch blind. Die Familie zog nach Limburg an der Lahn, wo Böhme 1920 eine Weinhandlung eröffnete.  1933 zog er nach Lahr in das Haus seiner inzwischen verwitweten Schwester Emma Martha in der Eichrodtstraße 9.
Am 11. April 1940 wurde Böhme wegen Verstoß gegen § 175 vom Landgericht Freiburg zu einem Jahr Gefängnis verurteilt. Am 25. Januar 1941 wurde Böhme in die Heil- und Pflegeanstalt Emmendingen eingewiesen. Am 23. Oktober 1942 transportierte man ihn  in die Heil- und Pflegeanstalt Hœrdt im Elsass, von wo er am 21. März 1944 in das KZ Natzweiler-Struthof verlegt, wo er die Häftlingsnummer 8055 bekam. Zwanzig Tage später, am 10. April 1944, wurde er im KZ ermordet.

## Liste der Stolpersteine
| Name                    | Adresse                    | Bild                                    | Inschrift | Verlegedatum  | Biografie und Anmerkungen |
| ----------------------- | -------------------------- | --------------------------------------- | --- | ------------- | ------------------------- |
| Erich Rothmann          | Alleestraße 7 ·            | Stolperstein für Erich Rothmann         | Hier wohnte Erich Rothmann Jg. 1908 zwangssterilisiert 30.6.1934 Fürst Stirum Hospital Bruchsal als 'geheilt' entlassen 4.7.1934                                        | 18. Okt. 2021 | [ 4 ]                     |
| Berthold Ullmann        | Alte Bahnhofstraße 3 ·     | Stolperstein für Berthold Ullmann       | Hier wohnte Berthold Ullmann Jg. 1884 deportiert 1940 Gurs 1942 Auschwitz ermordet 12.10.1942                                                                           | 20. Feb. 2018 | [ 6 ]                     |
| Johanna Ullmann         | Alte Bahnhofstraße 3 ·     | Stolperstein für Johanna Ullmann        | Hier wohnte Johanna Ullmann geb. Schweich Jg. 1890 deportiert 1940 Gurs 1942 Auschwitz ermordet 4.9.1942                                                                | 20. Feb. 2018 | [ 6 ]                     |
| Hans Siegbert Ullmann   | Alte Bahnhofstraße 3 ·     | Stolperstein für Hans Siegbert Ullmann  | Hier wohnte Hans Siegbert Ullmann Jg. 1914 Flucht 1936 Palästina | 20. Feb. 2018 | [ 6 ]                     |
| Edith Ullmann           | Alte Bahnhofstraße 3 ·     | Stolperstein für Edith Ullmann          | Hier wohnte Edith Ullmann Jg. 1921 Flucht 1936 Palästina | 20. Feb. 2018 | [ 6 ]                     |
| Ruth Ullmann            | Alte Bahnhofstraße 3 ·     | Stolperstein für Ruth Ullmann           | Hier wohnte Ruth Ullmann Jg. 1921 Flucht 1936 Palästina | 20. Feb. 2018 | [ 6 ]                     |
| Karl Trapp              | Am Walkenbuck 2 ·          | Stolperstein für Karl Trapp             | Hier wohnte Karl Trapp Jg. 1909 verhaftet 18.6.1938 Buchenwald entlassen 19.4.1939                                                                                      | 9. Sep. 2022  | [ 7 ]                     |
| Johanna Schnurmann      | Bismarckstraße 9 ·         | Stolperstein für Johanna Schnurmann     | Hier lebte Johanna Schnurmann 15. Jan. 1940-22. Okt. 1940 Jg. 1860 deportiert 1940 Gurs tot 1.4.1941                                                                    | 2. Mai 2017   | [ 8 ]                     |
| Salomon Bergheimer      | Bismarckstraße 12 ·        | Stolperstein für Salomon Bergheimer     | Hier arbeitete Salomon Bergheimer Jg. 1887 deportiert 1940 Gurs interniert Drancy 1942 Auschwitz ermordet                                                               | 8. Feb. 2024  | [ 9 ]                     |
| Hilde Bergheimer        | Bismarckstraße 12 ·        | Stolperstein für Hilde Bergheimer       | Hilde Bergheimer geb. Zivi Jg. 1897 deportiert 1940 Gurs interniert Drancy 1942 Auschwitz ermordet                                                                      | 8. Feb. 2024  | [ 9 ]                     |
| Johannes Böhme          | Eichrodtstraße 9 ·         | Stolperstein für Johannes Böhme         | Hier wohnte Johannes Böhme Jg. 1881 eingewiesen 1941 Heilanstalt Emmendingen 1942 Heilanstalt Hoerdt 'verlegt' 1944 KZ Natzweiler ermordet 10.4.1944                    | 14. Apr. 2013 | [ 10 ]                    |
| Jakob Possenheimer      | Feuerwehrstraße 40 ·       | Stolperstein für Jakob Possenheimer     | Hier wohnte Jakob Possenheimer Jg. 1869 Flucht 1938 USA | 17. Juni 2016 | [ 11 ]                    |
| Fanny Possenheimer      | Feuerwehrstraße 40 ·       | Stolperstein für Fanny Possenheimer     | Hier wohnte Fanny Possenheimer geb. Weil Jg. 1876 Flucht 1938 USA | 17. Juni 2016 | [ 11 ]                    |
| Maria Tschernuk         | Fichtestraße 12 ·          | Stolperstein für Maria Tschernuk        | Hier wohnte Maria Tschernuk Zwangsarbeiterin Jg. 1923 Flucht in den Tod 1943                                                                                            | 7. Nov. 2006  | [ 12 ]                    |
| Leo Haberer             | Friedrichstraße 6 ·        | Stolperstein für Leo Haberer            | Hier wohnte Leo Haberer Jg. 1873 deportiert 1940 Gurs interniert Rivesaltes Nexon/Noe befreit/überlebt                                                                  | 21. Mai 2014  | [ 13 ]                    |
| Anna Haberer            | Friedrichstraße 6 ·        | Stolperstein für Anna Haberer           | Hier wohnte Anna Haberer geb. Neuhaus Jg. 1883 deportiert 1940 Gurs ermordet 24.8.1942 Auschwitz                                                                        | 21. Mai 2014  | [ 13 ]                    |
| Hilda Haberer           | Friedrichstraße 6 ·        | Stolperstein für Hilda Haberer          | Hier wohnte Hilda Haberer Jg. 1909 Flucht 1939 USA | 21. Mai 2014  | [ 13 ]                    |
| Dr. Selma Wertheimer    | Friedrichstraße 7 ·        | Stolperstein für Selma Wertheimer       | Hier praktizierte Dr. Selma Wertheimer Jg. 1891 Flucht 1938 USA | 9. Sep. 2015  | [ 14 ]                    |
| Marie Haberer           | Friedrichstraße 7 ·        | Stolperstein für Marie Haberer          | Hier wohnte Marie Haberer Jg. 1866 deportiert 1940 Gurs tot 13.9.1941                                                                                                   | 21. Mai 2014  | [ 15 ]                    |
| Hilda Haberer           | Friedrichstraße 7 ·        | Stolperstein für Hilda Haberer          | Hier wohnte Hilda Haberer geb. Wurmser Jg. 1886 Flucht 1933 Frankreich interniert Drancy deportiert 1942 Auschwitz ermordet 11.11.1942                                  | 21. Mai 2014  | [ 16 ]                    |
| Franz Ehinger           | Friedrichstraße 38 ·       | Stolperstein für Franz Ehinger          | Hier wohnte Franz Ehinger Jg. 1891 ermordet in Grafeneck 8.7.1940 | 12. Okt. 2005 | [ 17 ]                    |
| Hans Dürr               | Geigerstraße 3 ·           | Stolperstein für Hans Dürr              | Hier wohnte Hans Dürr Jg. 1880 im Widerstand/SPD 'Schutzhaft' 1933 KZ Heuberg mehrmals verhaftet zuletzt 1944 KZ Dachau entlassen 20.10.1944                            | 8. Feb. 2024  | [ 18 ]                    |
| Viktor Berger           | Geroldsecker Vorstadt 35 · | Stolperstein für Viktor Berger          | Hier wohnte Viktor Berger Jg. 1906 verhaftet 18.6.1938 Buchenwald entlassen 27.9.1939 Bezirkskrankenhaus Lahr zwangssterilisiert 11. April 1940 'als geheilt entlassen' | 9. Sep. 2022  | [ 19 ]                    |
| Maria Oser              | Heidenburgstraße 23 ·      | Stolperstein für Maria Oser             | Hier wohnte Maria Oser geb. Silberer Jg. 1896 eingewiesen 1929 mehrere Heilanstalten 'verlegt' 11.7.1940 Grafeneck ermordet 11.7.1940 Aktion T4                         | 8. Feb. 2024  | [ 20 ]                    |
| Ernst Feist             | Industriehof 4/5 ·         | Stolperstein für Ernst Feist            | Hier wohnte Ernst Feist Jg. 1893 Flucht 1937 Frankreich 1941 USA | 22. Sep. 2020 | [ 21 ]                    |
| Miryam Feist            | Industriehof 4/5 ·         | Stolperstein für Miryam Feist           | Hier wohnte Miryam Feist geb. Strauss Jg. 1911 Flucht 1937 Frankreich 1941 USA                                                                                          | 22. Sep. 2020 | [ 21 ]                    |
| Laura Feist             | Industriehof 4/5 ·         | Stolperstein für Laura Feist            | Hier wohnte Laura Feist Jg. 1933 Flucht 1937 Frankreich 1941 USA | 22. Sep. 2020 | [ 21 ]                    |
| Daniela Feist           | Industriehof 4/5 ·         | Stolperstein für Daniela Feist          | Hier wohnte Daniela Feist Jg. 1940 Flucht 1941 USA | 22. Sep. 2020 | [ 21 ]                    |
| Adolf Friedmann         | Kaiserstraße 27 ·          | Stolperstein für Adolf Friedmann        | Hier wohnte Adolf Friedmann Jg. 1872 Flucht 1939 Frankreich interniert Drancy deportiert 1942 Auschwitz ermordet 11.11.1942                                             | 20. Feb. 2018 | [ 22 ]                    |
| Bertha Friedmann        | Kaiserstraße 27 ·          | Stolperstein für Bertha Friedmann       | Hier wohnte Bertha Friedmann geb. Weinberger Jg. 1876 Flucht 1939 Frankreich interniert Drancy deportiert 1943 Auschwitz ermordet 11.2.1943                             | 20. Feb. 2018 | [ 22 ]                    |
| Erich Friedmann         | Kaiserstraße 27 ·          | Stolperstein für Erich Friedmann        | Hier wohnte Erich Friedmann Jg. 1904 Flucht 1933 Frankreich Flucht in den Tod 30.5.1934 Paris                                                                           | 20. Feb. 2018 | [ 22 ]                    |
| Elsa Anselm             | Kaiserstraße 95 ·          | Stolperstein für Elsa Anselm            | Hier wohnte Elsa Anselm geb. Öhler Jg. 1900 Zeugin Jehovas 'Schutzhaft' 1936 Gefängnis Mannheim 1937 Möhringen 1938 Ravensbrück befreit/überlebt                        | 21. Mai 2012  | [ 23 ]                    |
| Carl Maier              | Kirchstraße 28 ·           | Stolperstein für Carl Maier             | Hier wohnte Carl Maier Jg. 1868 1938 KZ Dachau deportiert 1940 Gurs überlebt                                                                                            | 12. Jan. 2004 | [ 24 ]                    |
| Caroline Maier          | Kirchstraße 28 ·           | Stolperstein für Caroline Maier         | Hier wohnte Caroline Maier geb. Guggenheim Jg. 1873 deportiert 1940 Gurs überlebt                                                                                       | 12. Jan. 2004 | [ 24 ]                    |
| Jakob Schwarz           | Lotzbeckstraße 11 ·        | Stolperstein für Jakob Schwarz          | Hier wohnte Jakob Schwarz Jg. 1890 Flucht 1937 USA | 17. Juni 2016 | [ 25 ]                    |
| Cilly Schwarz           | Lotzbeckstraße 11 ·        | Stolperstein für Cilly Schwarz          | Hier wohnte Cilly Schwarz geb. Possenheimer Jg. 1899 Flucht 1937 USA | 17. Juni 2016 | [ 25 ]                    |
| Ruth Schwarz            | Lotzbeckstraße 11 ·        | Stolperstein für Ruth Schwarz           | Hier wohnte Ruth Schwarz Jg. 1921 Flucht 1937 USA | 17. Juni 2016 | [ 25 ]                    |
| Hans Schwarz            | Lotzbeckstraße 11 ·        | Stolperstein für Hans Schwarz           | Hier wohnte Hans Schwarz Jg. 1931 Flucht 1937 USA | 17. Juni 2016 | [ 25 ]                    |
| Bernhard Kahn           | Lotzbeckstraße 13 ·        | Stolperstein für Bernhard Kahn          | Hier wohnte Bernhard Kahn Jg. 1869 gedemütigt/entrechtet tot 14.11.1939                                                                                                 | 26. Nov. 2014 | [ 26 ]                    |
| Thekla Kahn             | Lotzbeckstraße 13 ·        | Stolperstein für Thekla Kahn            | Hier wohnte Thekla Kahn geb. Rohrbacher Jg. 1868 deportiert 1940 Gurs tot 8.1.1943                                                                                      | 26. Nov. 2014 | [ 26 ]                    |
| Hugo Isenberg           | Lotzbeckstraße 13 ·        | Stolperstein für Hugo Isenberg          | Hier wohnte Hugo Isenberg Jg. 1899 Flucht 1938 USA | 26. Nov. 2014 | [ 26 ]                    |
| Bella Isenberg          | Lotzbeckstraße 13 ·        | Stolperstein für Bella Isenberg         | Hier wohnte Bella Isenberg geb. Kahn Jg. 1901 deportiert 1940 Gurs ermordet 22.8.1942 Auschwitz                                                                         | 26. Nov. 2014 | [ 26 ]                    |
| Fritz Heinz Isenberg    | Lotzbeckstraße 13 ·        | Stolperstein für Fritz Heinz Isenberg   | Hier wohnte Fritz Heinz Isenberg Jg. 1937 deportiert 1940 Gurs befreit/überlebt                                                                                         | 26. Nov. 2014 | [ 26 ]                    |
| Leopold Lederer         | Lotzbeckstraße 15 ·        | Stolperstein für Leopold Lederer        | Hier wohnte Leopold Lederer Jg. 1889 deportiert 1940 Gurs ermordet 26.8.1942 in Auschwitz                                                                               | 17. Juli 2004 | [ 27 ]                    |
| Jeannette Lederer       | Lotzbeckstraße 15 ·        | Stolperstein für Jeannette Lederer      | Hier wohnte Jeannette Lederer geb. Wertheimer Jg. 1895 deportiert 1940 Gurs ermordet 13.9.1942 in Auschwitz                                                             | 17. Juli 2004 | [ 27 ]                    |
| Hans Herbert Lederer    | Lotzbeckstraße 15 ·        | Stolperstein für Hans Herbert Lederer   | Hier wohnte Hans Herbert Lederer Jg. 1921 1938 Niederlande deportiert tot in Sobibor                                                                                    | 17. Juli 2004 | [ 27 ]                    |
| Anneliese Pollak        | Lotzbeckstraße 15 ·        | Stolperstein für Anneliese Pollak       | Hier wohnte Anneliese Pollak geb. Lederer Jg. 1922 KZ Westerbork deportiert Theresienstadt überlebt                                                                     | 17. Juli 2004 | [ 27 ]                    |
| Walter Lederer          | Lotzbeckstraße 15 ·        | Stolperstein für Walter Lederer         | Hier wohnte Walter Lederer Jg. 1924 1938 Niederlande deportiert tot in Sobibor                                                                                          | 17. Juli 2004 | [ 27 ]                    |
| Lilly Reckendorf        | Lotzbeckstraße 41 ·        | Stolperstein für Lilly Reckendorf       | Hier wohnte Lilly Reckendorf Jg. 1889 deportiert Gurs überlebt | 12. Jan. 2004 | [ 28 ]                    |
| Kamill Delfosse         | Ludwig-Frank-Straße 14 ·   | Stolperstein für Kamill Delfosse        | Hier wohnte Kamill Delfosse Jg. 1899 im Widerstand/SPD 'Schutzhaft' 1933 Gefängnis Lahr seit 1936 in mehreren Gefängnissen befreit                                      | 18. Okt. 2021 | [ 29 ]                    |
| Karl Unger              | Ludwig-Frank-Straße 64 ·   | Stolperstein für Karl Unger             | Hier wohnte Karl Unger Jg. 1885 verhaftet 1943 KZ Dachau tot 1945 an Haftfolgen                                                                                         | 7. Nov. 2006  | [ 30 ]                    |
| Klara Dreyfuß           | Marktplatz 5 ·             | Stolperstein für Klara Dreyfuß          | Hier wohnte Klara Dreyfuß geb. Dessauer Jg. 1865 deportiert 1940 Gurs tot 13.7.1941                                                                                     | 20. Mai 2015  | [ 31 ]                    |
| Ernst Dreyfuß           | Marktplatz 5 ·             | Stolperstein für Ernst Dreyfuß          | Hier wohnte Ernst Dreyfuß Jg. 1884 'Schutzhaft' 1938 Dachau deportiert 1940 Gurs interniert Drancy 1942 Auschwitz ermordet 15.8.1942                                    | 20. Mai 2015  | [ 31 ]                    |
| Emma Dreyfuß            | Marktplatz 5 ·             | Stolperstein für Emma Dreyfuß           | Hier wohnte Emma Dreyfuß geb. Wartensleben Jg. 1892 deportiert 1940 Gurs interniert Drancy 1942 Auschwitz ermordet                                                      | 20. Mai 2015  | [ 31 ]                    |
| Lore Dreyfuß            | Marktplatz 5 ·             | Stolperstein für Lore Dreyfuß           | Hier wohnte Lore Dreyfuß Jg. 1921 Flucht 1937 England | 20. Mai 2015  | [ 31 ]                    |
| Berthold Maier          | Marktstraße 15 ·           | Stolperstein für Berthold Maier         | Hier wohnte Berthold Maier Jg. 1877 'Schutzhaft' 1938 Dachau deportiert 1940 Gurs interniert Drancy 1942 Auschwitz ermordet                                             | 9. Sep. 2015  | [ 32 ]                    |
| Charlotte Maier         | Marktstraße 15 ·           | Stolperstein für Charlotte Maier        | Hier wohnte Charlotte Maier geb. Dreyfuss Jg. 1885 deportiert 1940 Gurs interniert Drancy 1942 Auschwitz ermordet 15.8.1942                                             | 9. Sep. 2015  | [ 32 ]                    |
| Otto Maier              | Marktstraße 15 ·           | Stolperstein für Otto Maier             | Hier wohnte Otto Maier Jg. 1915 Flucht 1935 Palästina | 9. Sep. 2015  | [ 32 ]                    |
| Karl Radlbeck           | Marktstraße 24 ·           | Stolperstein für Karl Radlbeck          | Hier wohnte Karl Radlbeck Jg. 1884 eingewiesen in 'Heilanstalt' Grafeneck ermordet 15.7.1940                                                                            | 12. Okt. 2005 | [ 33 ]                    |
| Eduard Kunz             | Max-Planck-Straße 4 ·      | Stolperstein für Eduard Kunz            | Hier wohnte Eduard Kunz Jg. 1914 seit 1932 mehrere Heilanstalten 'verlegt' 15.7.1940 Grafeneck ermordet 15.7.1940 'Aktion T4'                                           | 22. Sep. 2020 | [ 34 ]                    |
| Gertrud Kunz            | Max-Planck-Straße 4 ·      | Stolperstein für Gertrud Kunz           | Hier wohnte Gertrud Kunz Jg. 1918 eingewiesen 1934 Heilanstalt Mosbach 'verlegt' 20.9.1940 Grafeneck ermordet 20.9.1940 'Aktion T4'                                     | 22. Sep. 2020 | [ 34 ]                    |
| Eugen Haberer           | Metzgerstraße 1 ·          | Stolperstein für Eugen Haberer          | Hier wohnte Eugen Haberer Jg. 1876 gedemütigt/entrechtet tot 29.6.1940                                                                                                  | 21. Mai 2014  | [ 35 ]                    |
| Fanny Haberer           | Metzgerstraße 1 ·          | Stolperstein für Fanny Haberer          | Hier wohnte Fanny Haberer geb. Baum Jg. 1887 deportiert 1940 Gurs ermordet 4.11.1942 Auschwitz                                                                          | 21. Mai 2014  | [ 35 ]                    |
| Hede Haberer            | Metzgerstraße 1 ·          | Stolperstein für Hede Haberer           | Hier wohnte Hede Haberer Jg. 1914 Flucht 1938 Palästina | 21. Mai 2014  | [ 35 ]                    |
| Delphine Kassewitz      | Moltkestraße 33 ·          | Stolperstein für Delphine Kassewitz     | Hier wohnte Delphine Kassewitz geb. Haberer Jg. 1874 deportiert 1940 Gurs Plombieres les Dijon befreit/überlebt                                                         | 21. Mai 2014  | [ 36 ]                    |
| Karoline Gross          | Moltkestraße 33 ·          | Stolperstein für Karoline Gross         | Hier wohnte Karoline Gross geb. Haberer Jg. 1879 deportiert 1940 Gurs interniert Noe befreit/überlebt                                                                   | 21. Mai 2014  | [ 36 ]                    |
| Hans Kroel              | Mühlgasse 12 ·             | Stolperstein für Hans Kroel             | Hier wohnte Hans Kroel Jg. 1928 eingewiesen 1936 Heilanstalt Mosbach 'verlegt' 13.9.1940 Grafeneck ermordet 13.9.1940 'Aktion T4'                                       | 5. März 2020  | [ 37 ]                    |
| Moritz Weil             | Neuwerkhof 8 ·             | Stolperstein für Moritz Weil            | Hier wohnte Moritz Weil Jg. 1873 'Schutzhaft' 1938 Dachau deportiert 1940 Gurs interniert Drancy 1942 Auschwitz ermordet                                                | 5. März 2020  | [ 38 ]                    |
| Bertha Weil             | Neuwerkhof 8 ·             | Stolperstein für Bertha Weil            | Hier wohnte Bertha Weil geb. Schnurmann Jg. 1873 deportiert 1940 Gurs interniert Drancy 1942 Auschwitz ermordet                                                         | 5. März 2020  | [ 38 ]                    |
| David Theo Weil         | Neuwerkhof 8 ·             | Stolperstein für David Theo Weil        | Hier wohnte David Theo Weil Jg. 1900 'Schutzhaft' 1938 Dachau deportiert 1940 Gurs interniert Drancy 1942 Auschwitz ermordet                                            | 5. März 2020  | [ 38 ]                    |
| Sofie Bermann           | Obertorstraße 6 ·          | Stolperstein für Sofie Bermann          | Hier wohnte Sofie Bermann geb. Weil Jg. 1863 deportiert 1940 Gurs interniert Recebedou Nexon, Nasseube befreit                                                          | 28. März 2019 | [ 39 ]                    |
| Elfriede Caroli         | Obertorstraße 18 ·         | Stolperstein für Elfriede Caroli        | Hier wohnte Elfriede Caroli Jg. 1909 ermordet 1940 in 'Heilanstalt' Grafeneck T-4-Aktion                                                                                | 7. Nov. 2006  | [ 40 ]                    |
| Kurt Herbert            | Obertorstraße 19 ·         | Stolperstein für Kurt Herbert           | Hier wohnte Kurt Herbert Jg. 1897 ausgegrenzt/drangsaliert mit Hilfe überlebt                                                                                           | 18. Okt. 2021 | [ 41 ]                    |
| Hedwig Herbert          | Obertorstraße 19 ·         | Stolperstein für Hedwig Herbert         | Hier wohnte Hedwig Herbert geb. Segall Jg. 1891 gedemütigt/entrechtet mit Hilfe überlebt                                                                                | 18. Okt. 2021 | [ 41 ]                    |
| Marlene Melitta Herbert | Obertorstraße 19 ·         | Stolperstein für                        | Hier wohnte Marlene Melitta Herbert Jg. 1929 gedemütigt/enthält mit Hilfe überlebt                                                                                      | 18. Okt. 2021 | [ 41 ]                    |
| Ida Baumert             | Schlosserstraße 3 ·        | Stolperstein für Ida Baumert            | Hier wohnte Ida Baumert geb. Obert Jg. 1888 ermordet in Grafeneck | 12. Okt. 2005 | [ 42 ]                    |
| Adolf Himmelsbach       | Schützenstraße 55 ·        | Stolperstein für Adolf Himmelsbach      | Hier wohnte Adolf Himmelsbach Jg. 1887 ermordet in Grafeneck 30.4.1940                                                                                                  | 12. Okt. 2005 | [ 43 ]                    |
| Katharina Vieser        | Stefanienstraße 33 ·       | Stolperstein für Katharina Vieser       | Hier wohnte Katharina Vieser Jg. 1898 ermordet in Grafeneck 26.11.1940                                                                                                  | 22. Nov. 2006 | [ 44 ]                    |
| Friedrich Benz          | Tramplerstraße 50 ·        | Stolperstein für Friedrich Benz         | Hier wohnte Friedrich Benz Jg. 1902 verhaftet 1938 ermordet 1940 im KZ Mauthausen                                                                                       | 7. Nov. 2006  | [ 45 ]                    |
| Gustav Richter          | Vulmersbergweg 6 ·         | Stolperstein für Gustav Richter         | Hier wohnte Gustav Richter Jg. 1868 im Widerstand/SPD 'Schutzhaft' 1933 KZ Heuberg entlassen                                                                            | 8. Feb. 2024  | [ 46 ]                    |
| Sigmund Laufer          | Vulmersbergweg 12 ·        | Stolperstein für Sigmund Laufer         | Hier wohnte Sigmund Laufer Jg. 1882 'Schutzhaft' 1938 Dachau deportiert 1945 Theresienstadt befreit                                                                     | 9. Sep. 2022  | [ 47 ]                    |
| Emilie Laufer           | Vulmersbergweg 12 ·        | Stolperstein für Emilie Laufer          | Hier wohnte Emilie Laufer geb. Rohrbach Jg. 1876 ausgegrenzt/drangsaliert mit Hilfe überlebt                                                                            | 9. Sep. 2022  | [ 47 ]                    |
| Martin Krause           | Werderstraße 59 ·          | Stolperstein für Martin Krause          | Hier wohnte Martin Krause Jg. 1892 Flucht 1933 Holland gedemütigt/entrechtet Flucht in den Tod 24.7.1943                                                                | 18. Okt. 2021 | [ 48 ]                    |
| Mina Krause             | Werderstraße 59 ·          | Stolperstein für Mina Krause            | Hier wohnte Mina Krause geb. Wertheimer Jg. 1892 Flucht 1933 Holland interniert Westerbork deportiert 1943 tot auf Transport Aug. 1943                                  | 18. Okt. 2021 | [ 48 ]                    |
| Eleonore Margot Krause  | Werderstraße 59 ·          | Stolperstein für Eleonore Margot Krause | Hier wohnte Eleonore Margot Krause Jg. 1924 Flucht 1933 Holland seit 1943 im Widerstand überlebt                                                                        | 18. Okt. 2021 | [ 48 ]                    |
| Karl Haberer            | Zollamtstraße 5 ·          | Stolperstein für Karl Haberer           | Hier wohnte Karl Haberer Jg. 1863 deportiert KZ Dachau tot 3.12.1938 | 12. Jan. 2004 | [ 49 ]                    |
| Julie Haberer           | Zollamtstraße 5 ·          | Stolperstein für Julie Haberer          | Hier wohnte Julie Haberer Jg. 1892 deportiert Gurs weiterdeportiert für tot erklärt                                                                                     | 12. Jan. 2004 | [ 49 ]                    |